# Bracco francese tipo Gascogne
Il bracco francese tipo Gascogne è un cane da ferma originario della Guascogna, nel sud-ovest della Francia.
La razza è praticamente identica al bracco francese tipo Pirenei, dalla quale si differenzia per la taglia superiore, e la maggiore lunghezza e del muso e delle orecchie.

## Caratteristiche fisiche
La testa è importante, con stop non troppo accentuato, canna nasale larga e rettangolare, non appuntita. Il tartufo è grosso e di color marrone.
Gli occhi sono di color giallo scuro o marrone. Le orecchie, attaccate alte, sono di media lunghezza, leggermente pieghettate ed arrotondate all'estremità.
Il mantello è formato da pelo corto e piuttosto grosso e folto; più fine nella testa e nelle orecchie. I colori ammessi sono:
-marrone;
-marrone e bianco;
-marrone e bianco fortemente maculato;
-marrone marcato di rossiccio (al di sopra degli occhi, nei labbri e negli arti).
La coda, con attaccatura bassa, normalmente viene accorciata.